# Stockholms stads småstugebyrå

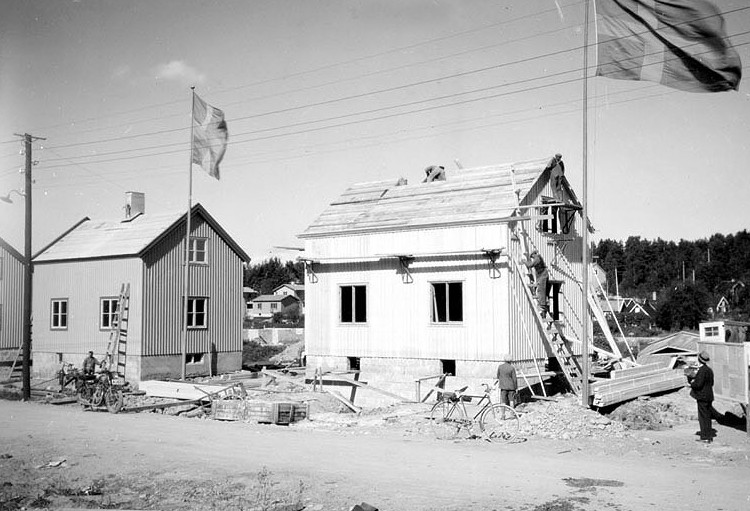
Snabbresning av ett av Småa:s hus i Svedmyra småstugeområde 1932.

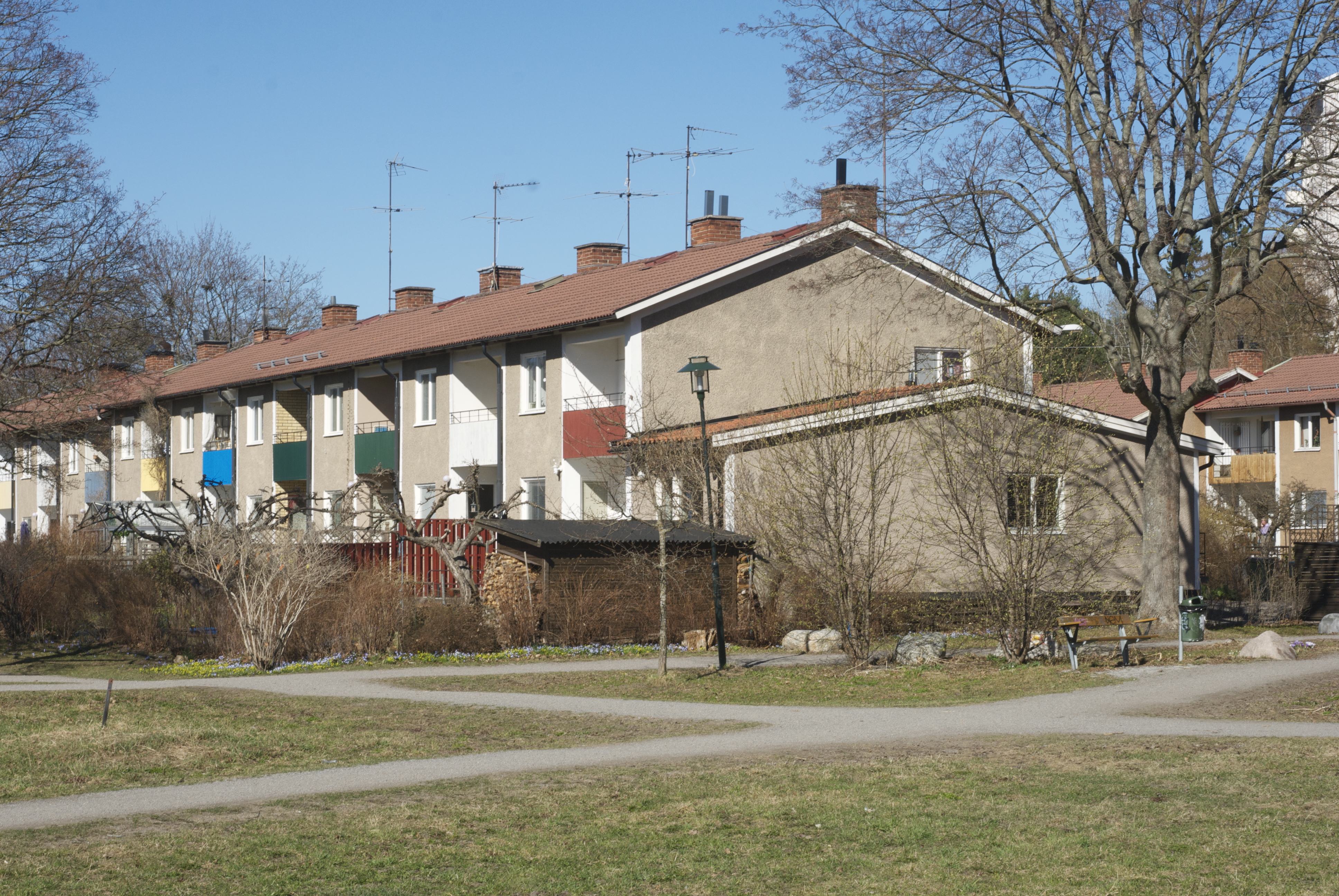
Radhus på Ystadsvägen i Björkhagen uppförda 1949–1951.

Småa, före 1994 Stockholms stads småstugebyrå, är ett svenskt företag inom byggsektorn. Företaget utvecklar bostadsprojekt, i huvudsak småhus och flerbostadshus. Viss del av produktionen genomförs med entreprenörer och självbyggeri. Under verksamhetsåret 2010 omsatte Småa 450 miljoner och hade cirka 55 anställda. Huvudkontoret ligger i Stockholm.

## Historik
Småa har funnits sedan 1927, då under namnet Stockholms stads småstugebyrå. Det var då de första självbyggarna reste sina småhus i Olovslund, Norra Ängby och Pungpinan. Sedan dess har Småa byggt ca 23 000 hus och lägenheter.
1994 ombildades Småstugebyrån till ett självständigt bolag, Småa AB. Delägare var då JM, HSB och Stockholms stad. 2003 sålde Stockholms stad sin andel till Småas personal.
2017 köptes Småa upp av ALM Equity.